# BioBlitz

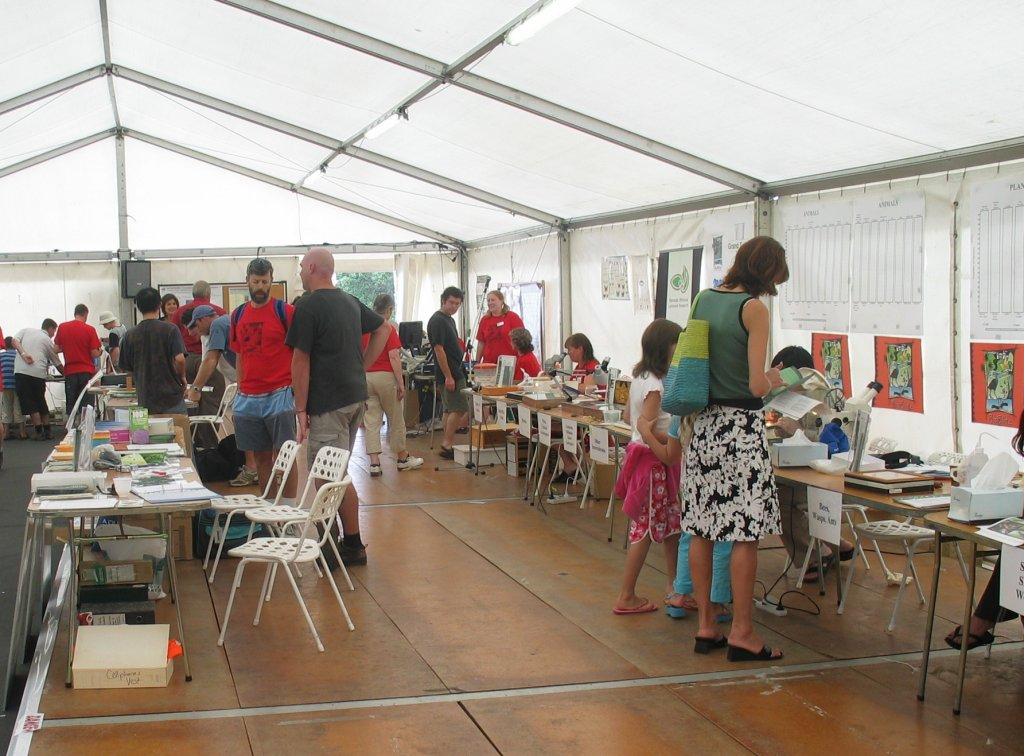
Campamento base en un BioBlitz en Auckland, Nueva Zelanda

Un BioBlitz, también escrito como bioblitz, es un período intenso de exploración biológica en un intento de registrar todas las especies vivas dentro de un área designada. Grupos de científicos, naturalistas y voluntarios llevan a cabo un trabajo de campo intensivo durante un período de tiempo continuo (generalmente de 24 horas). Los BioBlitzes suelen incluir asimismo un componente público con el objetivo de lograr que más personas se interesen en la biodiversidad. Para fomentar una mayor participación, estos BioBlitzes suelen celebrarse en parques urbanos o reservas naturales cerca de las ciudades. La investigación sobre las mejores prácticas para un BioBlitz exitoso han determinado que la colaboración con los museos locales de historia natural puede mejorar la participación pública. Además, existen registros de que los BioBlitz pueden representar una herramienta en la enseñanza de estudiantes postsecundarios sobre la biodiversidad.

## Características
Un BioBlitz cuenta con otros beneficios en comparación con un trabajo de campo científico tradicional. Algunos de estos beneficios potenciales incluyen:
- Disfrute: en lugar de un sondeo de campo altamente estructurado, este tipo de evento posee el entorno de un festival. El corto período de tiempo hace que la búsqueda sea más emocionante.
- Local: el concepto de biodiversidad tiende a asociarse con los arrecifes de coral o las selvas tropicales. Un BioBlitz ofrece la oportunidad de que las personas visiten un entorno cercano y vean que los parques locales tienen biodiversidad y es importante conservarlos.
- Ciencia: estos eventos de un día recopilan información taxonómica básica sobre algunos grupos de especies.
- Conozca a los científicos: un BioBlitz alienta a las personas a conocer a científicos en activo y hacerles preguntas.
- Identificación de especies/grupos raros y únicos: cuando los voluntarios y los científicos trabajan juntos, pueden identificar hábitats poco comunes o especiales para su protección y gestión y, en algunos casos, se pueden descubrir especies raras.
- Documentación de la ocurrencia de especies: los BioBlitzes no brindan un inventario completo de especies para un sitio, pero brindan una lista de especies que constituye la base para un inventario más completo y, a menudo, mostrará qué área o qué taxón se beneficiaría de un estudio adicional.[4]

## Historia
Susan Rudy, naturalista del Servicio de Parques Nacionales de EE. UU., acuñó el término «BioBlitz» por primera vez mientras ayudaba con la organización del primer evento de este tipo. El primer BioBlitz se llevó a cabo en Kenilworth Aquatic Gardens, Washington, D.C. en 1996, y tuvo como resultado la identificación de alrededor de un millar de especies. Cabe agregar que esta primera contabilidad de la biodiversidad fue organizada por Sam Droege (USGS) y Dan Roddy (NPS) con la asistencia de otros científicos del gobierno estadounidense, y contó con la asistencia de público en general y medios de comunicación. Desde entonces, la mayoría de los BioBlitz contienen un componente público para que adultos, niños, adolescentes y cualquier persona interesada puedan unirse a expertos y científicos en el campo. 
En 1998, el biólogo de Harvard E.O. Wilson y el experto en vida silvestre de Massachusetts Peter Alden desarrollaron un programa para catalogar los organismos alrededor de Walden Pond. Esto condujo a un programa estatal conocido como «Biodiversity Days», concepto que guarda reminiscencia con un BioBlitz, razón por la cual ocasionalmente los dos términos se usan indistintamente.
Desde 2007 hasta 2016, la National Geographic Society y el Servicio de Parques Nacionales de EE. UU. se asociaron para organizar un Bioblitz en un parque nacional diferente cada año, que culminó con un Bioblitz en todo el Servicio de Parques Nacionales en 2016 como parte de la celebración del centenario del Servicio de Parques Nacionales. La plataforma digital iNaturalist se utilizó como herramienta de registro para los Bioblitzes del centenario de 2014, 2015 y 2016 en dicha serie.

## Presencia internacional

### Australia
- El Woodland Watch Project (parte del Fondo Mundial para la Naturaleza) (WWF) ha organizado BioBlitzes en Australia Occidental en 2002,[10] 2003,[11] 2004,[12] y 2008.[13]
- La Wheatbelt Natural Resource Management realizó un BioBlitz alrededor de la ciudad de Korrelocking en Wheatbelt en 2012.[14][15]

### Canadá
- El evento Robert Bateman Get to Know BioBlitz se estableció en 2010 para celebrar el año internacional de la biodiversidad. En una asociación con Parks Canada, hubo varios sitios en Canadá que celebraron Bioblitzes en el día internacional de la biodiversidad (22 de mayo).[16]
- El Museo Real de Ontario y varias otras organizaciones han patrocinado BioBlitz en el área de Toronto desde 2012. El BioBlitz de Humber de 2014 tuvo más de 500 participantes y registró 1560 especies, incluidas un par de arañas que eran nuevas en Canadá.[17]
- El Parque Urbano Nacional de Rouge organizó un evento Bioblitz el 24 y 25 de junio de 2017. El Bioblitz anterior en el parque se llevó a cabo en 2013, donde se identificaron más de 1700 especies de flora y fauna.[18]
- La Universidad de Saint Mary (Halifax) llevó a cabo BioBlitz en Nueva Escocia entre 2008 y 2010.[19][20]
- El Stanley Park en Vancouver celebró BioBlitzes entre 2011 y 2013.[21]
- Harrison Hot Springs tuvo un BioBlitz en julio de 2011 para resaltar la biodiversidad de especies en el valle de Fraser.[22]

### Eslovenia
- El primer BioBlitz de Eslovenia tuvo lugar el 19 y 20 de mayo de 2017 en Draga pri Igu (Eslovenia central).[23] El evento se llevó a cabo durante el proyecto »Invazivke nikoli ne počivajo: Ozaveščanje o in preprečevanje negativnega vpliva invazivnih vrst na evropsko ogrožene vrste«, realizado en colaboración con la sociedad de herpetología Societas herpetologica slovenica como socio líder y apoyado por el Ministerio de Medio Ambiente y Ordenación del Territorio de Eslovenia. El evento fue organizado en cooperación con la Societas herpetologica slovenica, la Sociedad Botánica de Eslovenia, el Centro de Cartografía de Fauna y Flora y la Sociedad Eslovena de Libélula. Participaron 124 expertos y se encontraron 1588 especies diferentes.[24]
- BioBlitz Slovenia 2018 se organizó en Rače el 15 y 16 de junio. Juntos participaron 71 expertos de 21 organizaciones diferentes y al final del evento de 24 horas se identificaron 934 especies o un taxón superior.[25]
- Un tercer BioBlitz Eslovenia tuvo lugar el 17 y 18 de mayo de 2019 en Loško polje.[26] Como parte del proyecto «Še smo tu – domorodne vrste še nismo izrinjene» fue apoyado por el Ministerio de Medio Ambiente y Ordenación del Territorio de Eslovenia. Participaron 80 expertos y se encontraron 899 especies diferentes.[27] BioBlitz Slovenia 2019 fue organizado por tres ONG: Societas herpetologica slovenica, Slovene Dragonfly Society y Center for Cartography of Fauna and Flora.[28]
- Los resultados de los eventos se publican en medios impresos y en línea y revistas, también junto con la lista de especies.[29] BioBlitz Slovenia se convirtió en un evento anual tradicional y tiene su propia página web.[30]

### España
- En Formentera (Islas Baleares), durante el Festival de Posidonia 2008, se realizó un bioblitz.[31]
- Barcelona (Cataluña) acoge anualmente un BioBlitz desde 2010, organizado por el Ayuntamiento de Barcelona, la Universidad de Barcelona y el Museo de Historia Natural de Barcelona, en colaboración con varias sociedades naturalistas y científicas. El primer BioBlitzBcn se celebró en junio de 2010 en el Laberint d'Horta y el Parque de la Ciudadela. Segundo en octubre de 2011 en el Jardín Botánico de Barcelona. Tercero en mayo de 2012 en el Jardín Botánico Histórico.
- La universidad de Almería organiza anualmente desde 2018 el AmBioBlitz en abril, con la colaboración de CECOUAL (Centro de Colecciones Científicas de la Universidad de Almería) y Observation.org.[32]
- La Universidad Pablo de Olavide, de Sevilla, realizó en abril de 2021 su primer BioBlitz en colaboración con Observation.org y la Estación Biológica de Doñana-CSIC.[33]